# 阿姆萨尔茨哈夫
阿姆萨尔茨哈夫是德国梅克伦堡-前波莫瑞州的一个市镇。总面积15.45平方公里，总人口523人，其中男性279人，女性244人（2011年12月31日），人口密度34人/平方公里。